# Дубенка (Калужская область)
Дубенка — село в Ульяновском районе Калужской области России. Входит в состав сельского поселения «Деревня Мелихово».

## География
Село находится в юго-восточной части Калужской области, в зоне хвойно-широколиственных лесов, в пределах Среднерусской возвышенности, на правом берегу реки Дубенки, на расстоянии примерно 17 километров (по прямой) к юго-востоку от Ульянова, административного центра района. Абсолютная высота — 183 метра над уровнем моря.

### Климат
Климат характеризуется как умеренно континентальный, с тёплым летом и умеренно холодной снежной зимой. Среднегодовая многолетняя температура воздуха составляет 4 — 4,6 °С. Средняя температура воздуха самого тёплого месяца (июля) — 18 °C (абсолютный максимум — 38 °C); самого холодного (января) — −10 — −8,9 °C (абсолютный минимум — −46 °C). Безморозный период длится в среднем 149 дней. Среднегодовое количество атмосферных осадков составляет 654 мм, из которых большая часть (441 мм) выпадает в период с апреля по октябрь. Снежный покров держится в течение 130—145 дней.

### Часовой пояс
Село Дубенка, как и вся Калужская область, находится в часовой зоне МСК (московское время). Смещение применяемого времени относительно UTC составляет +3:00.

## Население
| 2002 | 2010 |
| ---- | ---- |
| 0    | →0   |